# Tōkō Shinoda
Tōkō Shinoda (jap. 篠田 桃紅 Shinoda Tōkō; ur. 28 marca 1913, zm. 1 marca 2021) – japońska malarka operująca głównie tuszem i litografią.
Jej sztuka łączy tradycyjną kaligrafię z nowoczesnym wyrażaniem abstrakcji. Jej prace są wystawiane w czołowych galeriach świata.